# San Jose Sharks
Los San Jose Sharks (en español, Tiburones de San José) son un equipo profesional de hockey sobre hielo de los Estados Unidos con sede en San José, California. Compiten en la División Pacífico de la Conferencia Oeste de la National Hockey League (NHL) y disputan sus partidos como locales en el SAP Center.

## Historia

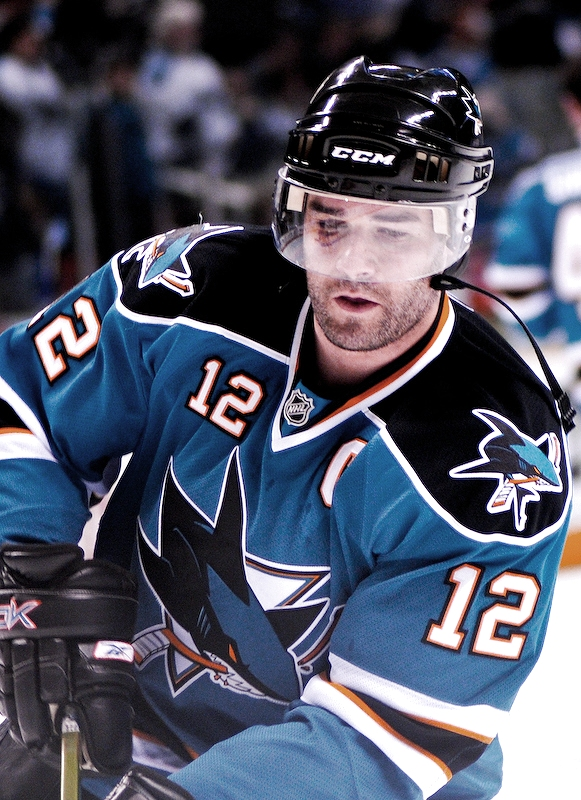
Patrick Marleau, con la equipación de los Sharks en 2008.

Antes de los Sharks, la zona donde se albergaría la franquicia ya contó con un equipo en la NHL. Los California Golden Seals, que jugaron desde 1967 hasta 1976, se trasladaron a Cleveland para fusionarse en 1978 con los Minnesota North Stars. Durante la década de 1980 Howard Baldwin, el antiguo propietario de los Hartford Whalers, lideró un grupo que presionó a la NHL para obtener una nueva franquicia en San José (California). Tras varios acuerdos comerciales con los propietarios de los North Stars, San José consiguió una franquicia de expansión de la NHL para la temporada 1991-92. El nombre de la franquicia pasó a ser San Jose Sharks, en referencia a los tiburones del océano Pacífico.
En sus dos primeras temporadas, los Sharks jugaron en el Cow Palace de Daly City, a las afueras de San Francisco. El equipo debutó con un récord negativo de 71 derrotas, con una racha de 17 derrotas consecutivas, y no cuajó buenas actuaciones. A partir de 1993 los Sharks se trasladaron a la San Jose Arena y, bajo el liderazgo de Kevin Constantine, comenzaron a remontar el vuelo logrando su primera clasificación para los playoff. La racha positiva duró hasta 1996, cuando terminaron en última posición de la División Pacífico dos temporadas seguidas.
En 1998 llega al equipo Darryl Sutter como técnico general, y bajo su dirección mejoran sus resultados regresando a los playoff. Su primer campeonato de división llegó en 2001-02, y en el mismo año se vende el equipo a un grupo de inversores locales liderado por Greg Jamison. El equipo volvió a reforzarse con jugadores procedentes de equipos como los Canadiens o Boston Bruins, pero al no poder avanzar en los playoff Sutter fue cesado. En 2004 se logra el campeonato de división.
Tras afrontar una nueva renovación a partir de 2005 con Ron Wilson como técnico, Sharks volvió a vencer el campeonato de división en la temporada de 2007-08. A pesar del cambio de entrenador por Todd McLellan, San Jose ganó el Trofeo de los Presidentes y revalidó el título de división en 2009.

## Estadio

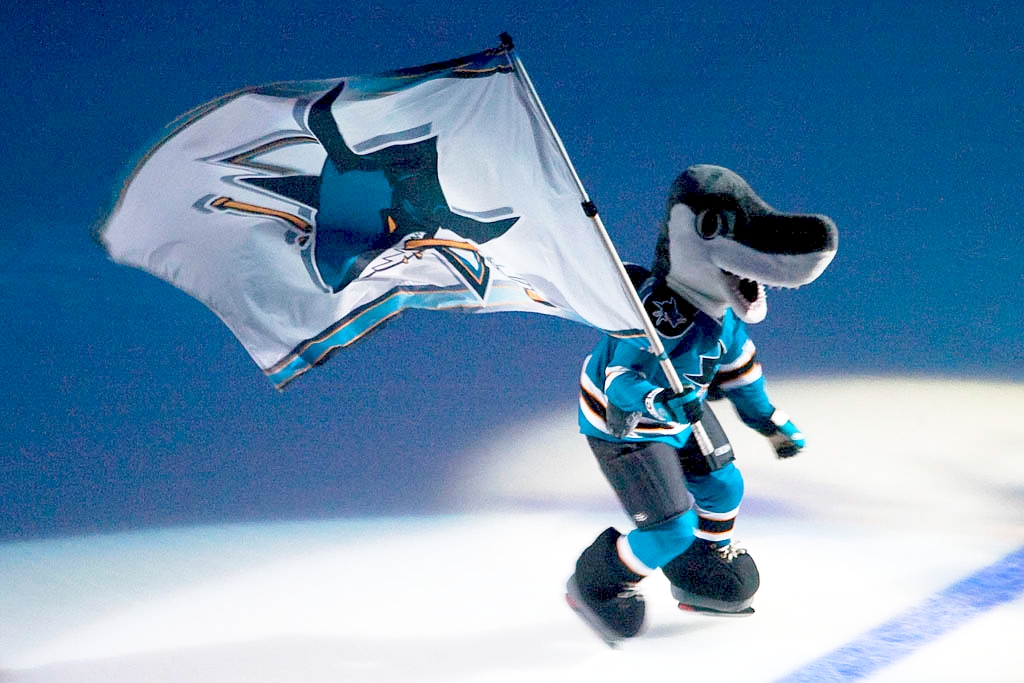
Bandera y mascota de los Sharks.

El arena principal de San José es el HP Pavilion at San Jose, que cuenta con capacidad para 17.500 personas. Este campo es un pabellón multiusos, y albergó a Golden State Warriors de 1995 a 1997. Inaugurado en 1993, el equipo jugó temporalmente en el Cow Palace hasta que se concluyó la construcción del nuevo pabellón.

## Equipación e imagen
La equipación tradicional de los Sharks es verde marino (local) y blanco (visitante), y ha sido renovada durante sucesivas temporadas. El escudo del club es un tiburón que destroza un stick de hockey de un mordisco, y este animal es también su mascota oficial. Los Sharks cuentan con apoyo en el área de la Bahía de California.

## Palmarés

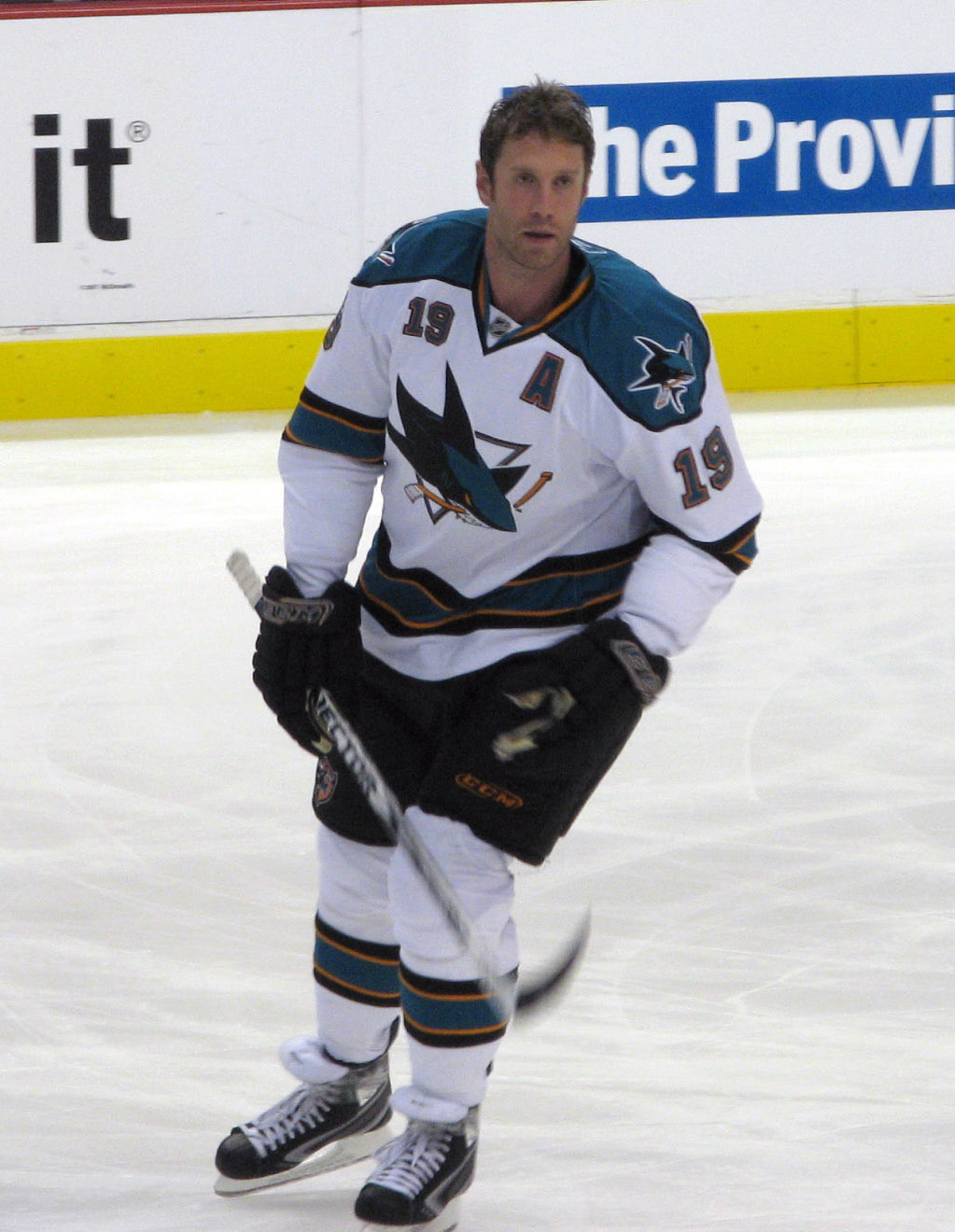
Joe Thornton, el capitán de los Sharks ganó el premio Hart Memorial.

- Presidents' Trophy: 1 (2008-09)

### Trofeos individuales
Art Ross Trophy
- Joe Thornton: 2005–06

Bill Masterton Memorial Trophy
- Tony Granato: 1996–97

Calder Memorial Trophy
- Evgeni Nabokov: 2000–01

Hart Memorial Trophy
- Joe Thornton: 2005–06

Maurice 'Rocket' Richard Trophy
- Jonathan Cheechoo: 2005–06